# Cratere Arago (Marte)
Arago  è un cratere sulla superficie di Marte.
Il cratere è dedicato all'astronomo francese François Arago.